# 青洲大桥
青洲大桥，是位于中国福建省福州市的一座双塔双索面结合梁斜拉桥，横跨闽江，连接马尾经济开发区与长乐市，主桥全长1,185米，主跨605米。该桥是  沈海高速和 福州机场高速共用的过江通道。
青洲大桥由中铁大桥勘测设计院有限公司设计，于1998年8月正式开工，2002年12月28日建成通车，总投资约6.5亿元。

## 技术标准[2]
- 跨度布置：40 + 250 + 605 + 250 + 40米
- 桥面宽度：29米
- 桥面坡度：纵坡1%，横坡2%
- 设计车速：80千米/小时
- 设计基本风速：36米/秒
- 通航净高：43米
- 地震设防烈度：7级
- 主梁：钢主梁与钢筋混凝土板共同受力的结合梁
- 斜拉索：168根
- 主塔高度：175.5米，其中桥面以上130米，桥面以下45.5米